# Neurellipes obsoleta
Neurellipes obsoleta är en fjärilsart som beskrevs av Henry Stempffer 1947. Neurellipes obsoleta ingår i släktet Neurellipes och familjen juvelvingar. Inga underarter finns listade i Catalogue of Life.